# Victor Borissov-Moussatov
Pour les articles homonymes, voir Borissov et Moussatov.
Victor Elpidiforovitch Borissov-Moussatov (en russe : Виктор Эльпидифорович Борисов-Мусатов), né le 2 avril 1870 (14 avril dans le calendrier grégorien) à Saratov et mort le 26 octobre 1905 (8 novembre dans le calendrier grégorien) à Taroussa, est un peintre russe dont le style mélange l'académisme réaliste et un certain symbolisme post-impressionniste.

## Biographie
Il naît d'Elpidiphore Borissovitch Moussatov et de son épouse Eudoxie Gavrilovna Moussatova, petits bourgeois, issus de serfs. Elpidiphore est employé des chemins de fer. Victor fait une chute à l'âge de trois ans qui le laisse bossu toute sa vie. Il entre en 1884 à l'école secondaire de Saratov, où son talent de dessinateur est remarqué par ses professeurs Fiodor Vassiliev et Konovalov. Il étudie donc par la suite à la société des beaux-arts de Saratov, puis à l'école de peinture, de sculpture et d'architecture de Moscou et enfin à l'académie impériale des beaux-arts de Saint-Pétersbourg, où il eut notamment Pavel Tchistiakov, comme professeur. Il retourne l'année suivante à Moscou en 1893, sa santé ne supportant pas le climat humide de la capitale impériale.
Ensuite Borissov-Moussatov étudie à Paris à partir de 1895 dans le fameux atelier de Fernand Cormon, où il a comme condisciples plusieurs peintres marquants de l'époque. Il est notamment fasciné par le style de Puvis de Chavannes et apprécie l'œuvre de Berthe Morisot. Il y reste trois ans.
Il devient proche du mouvement « Mir Iskousstva » (Le Monde de l'art) en retournant en Russie à la fin de 1898. Il tombe dans ce qu'il appelle « la nostalgie fin-de-siècle », critique l'ennui, la saleté et l'esprit matérialiste de son époque. Cette morosité est due aussi à une certaine gêne matérielle qui ne sera atténuée que lorsque les collectionneurs commenceront à acheter ses tableaux quelques années plus tard. Il habite de nouveau à Saratov en 1898, fait des séjours dans le domaine des princes Galitzine à  Zoubrilovka, puis s'installe à partir de 1903 à Podolsk et enfin à Taroussa. Il décrit un univers onirique et nostalgique d'aristocrates russes dans leurs domaines et délaisse plus tard l'huile pour utiliser une technique combinant le pastel, l'aquarelle et la technique a tempera, ce qui donne un certain effet de subtilité.
Il expose dans plusieurs villes d'Allemagne en 1904 et au salon des artistes français en 1905, dont il devient membre.
Il meurt d'une crise cardiaque à Taroussa et il est enterré dans les environs, sur une hauteur dominant l'Oka. Sa tombe a été décorée en 1910 d'une sculpture, Le Garçon endormi, de son ancien condisciple de Saratov, Alexandre Matveïev.

## Illustrations

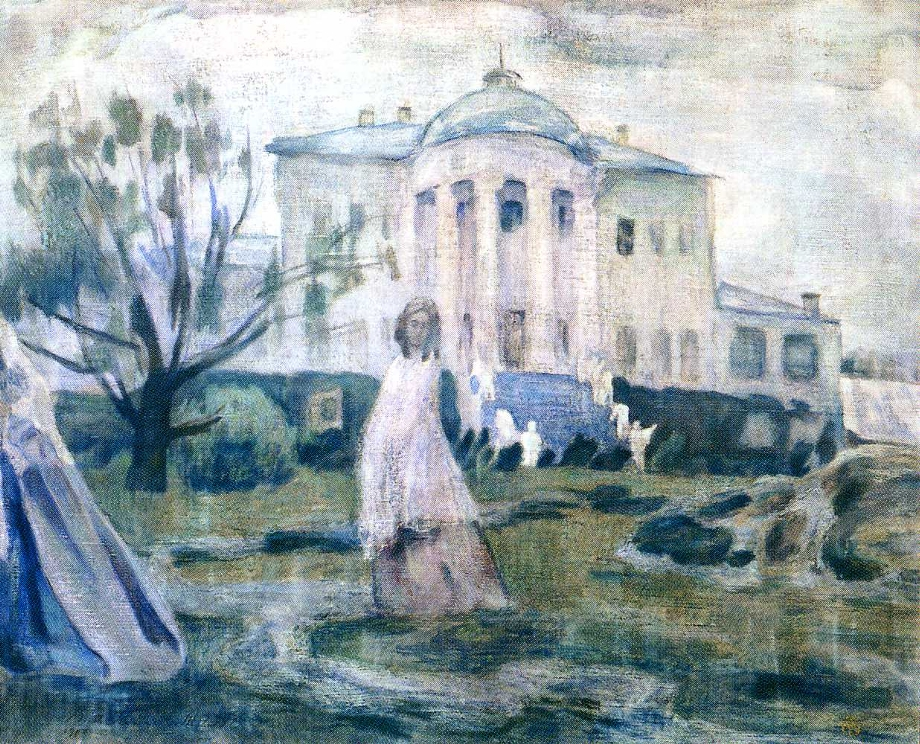
Les Fantômes, devant le domaine des Galitzine à Zoubrilovka (1903), galerie Tretiakov
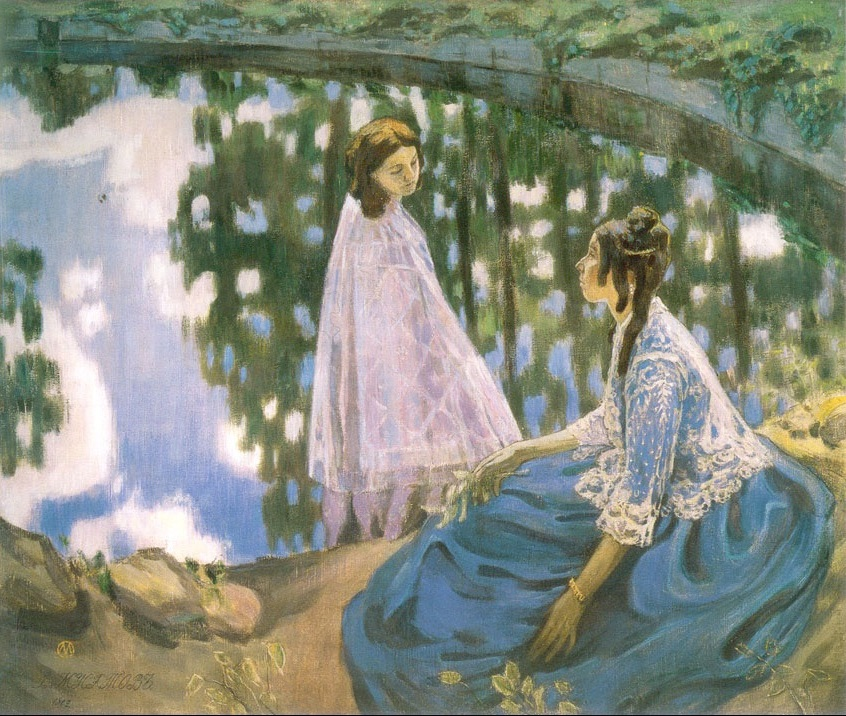
Bassin (tableau de Borissov-Moussatov) (1902), galerie Tretiakov, où l'artiste dépeint sa sœur Elena et sa fiancée Elena Alexandrova
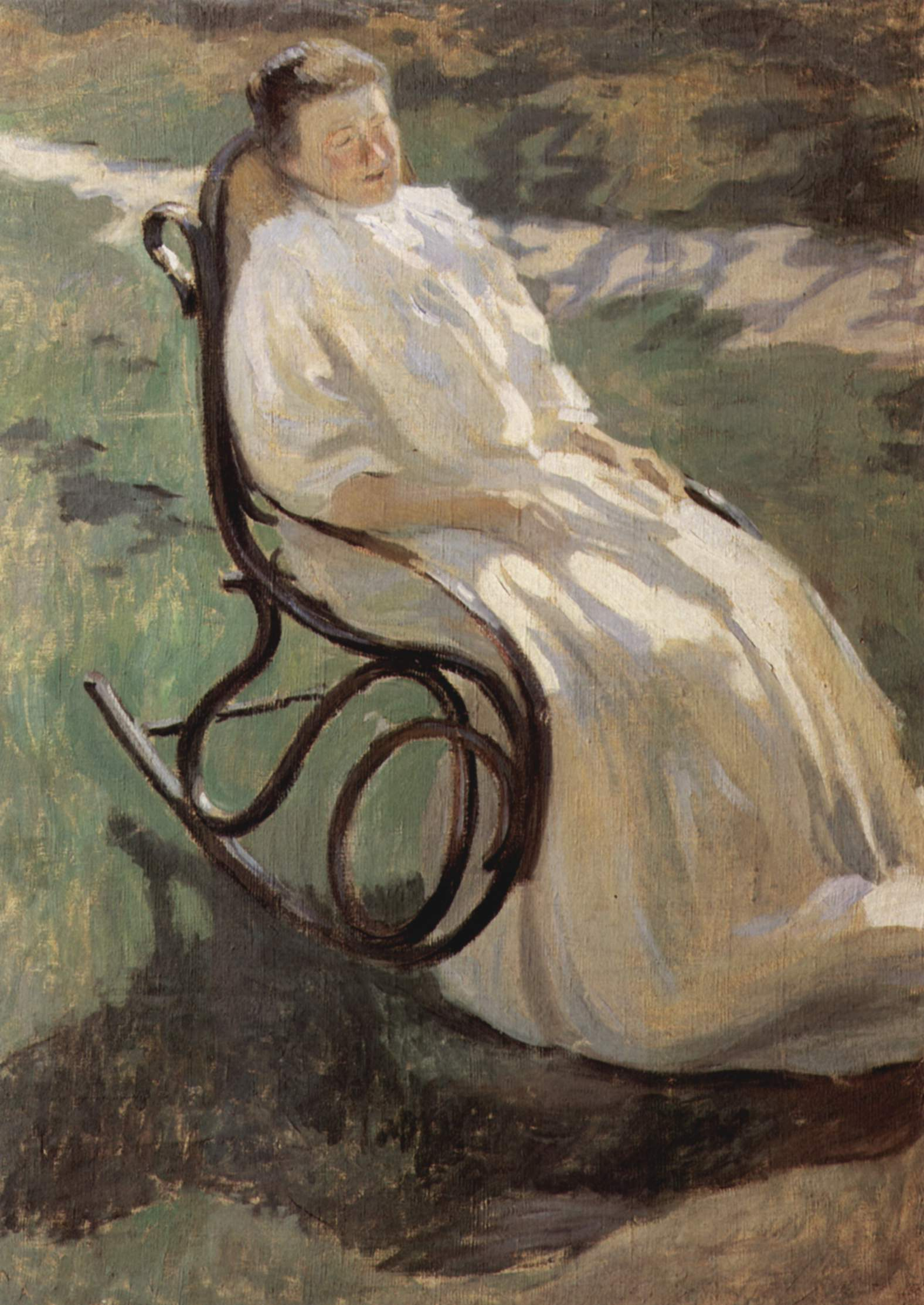
Dame dans une chaise à bascule (1897), galerie Tretiakov
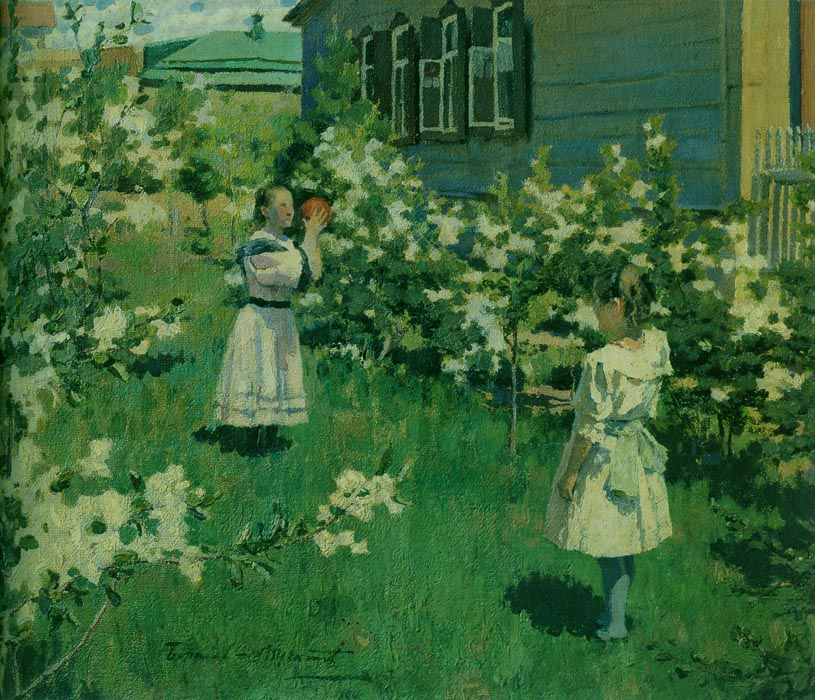
Fleurs de mai (1894), galerie Tretiakov
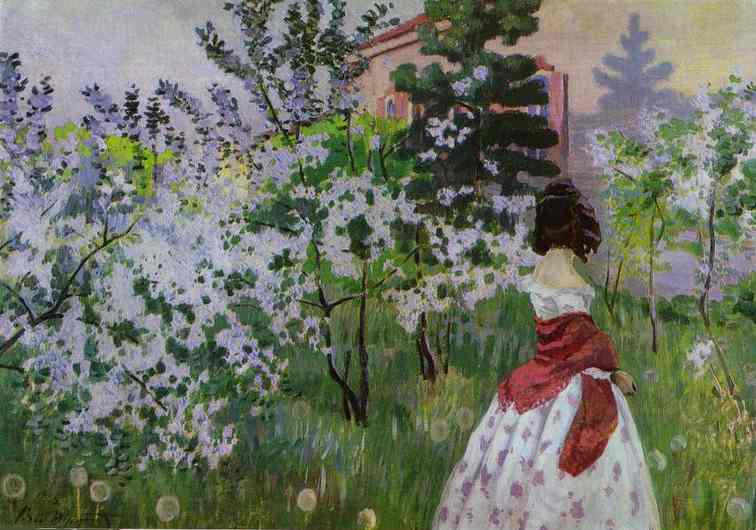
Printemps (tableau de Borissov-Moussatov)

## Notes et références

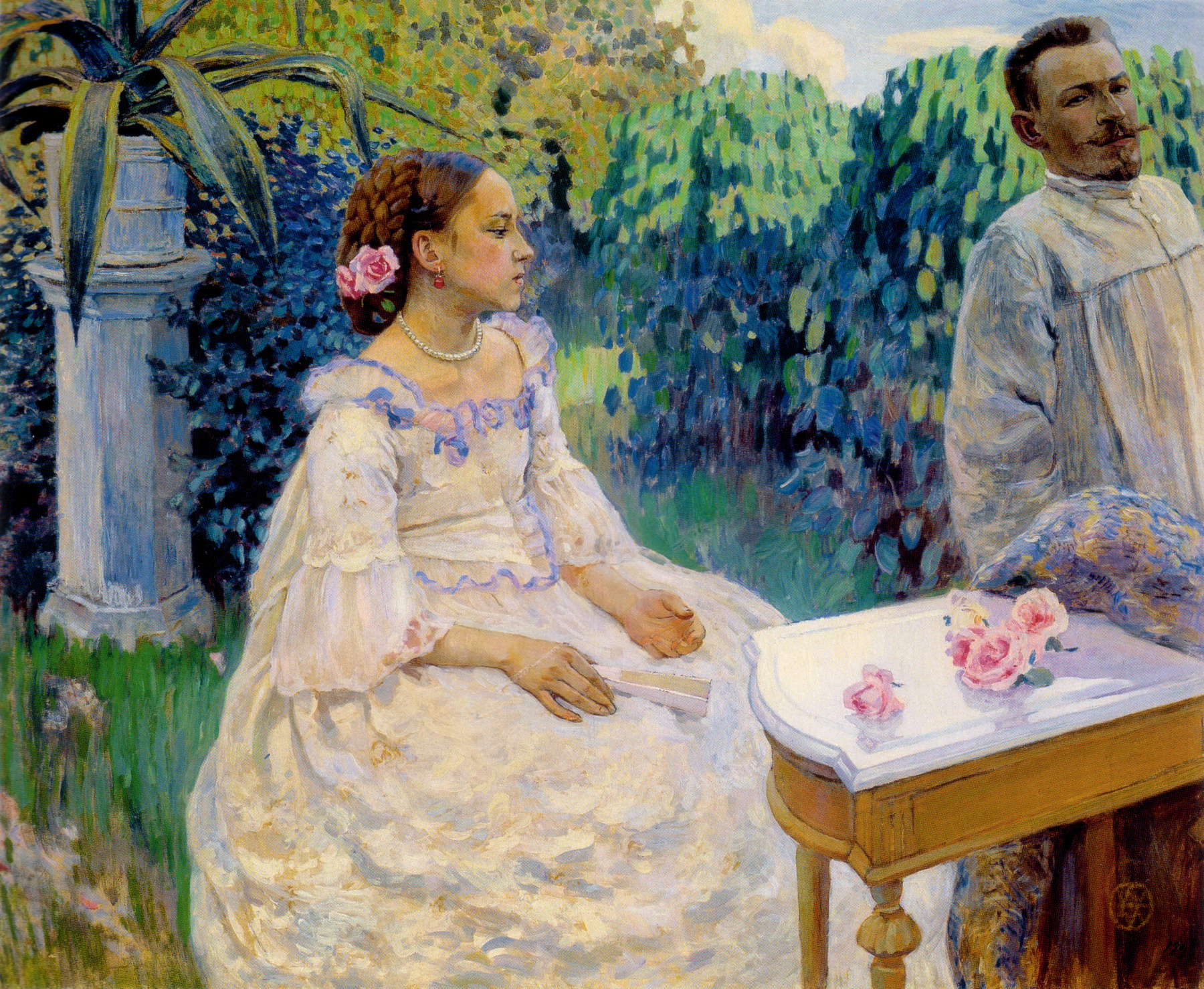
L'artiste avec sa sœur (1898), Musée russe de Saint-Pétersbourg